# Korkeasaari (ö i Finland, Birkaland, Tammerfors, lat 61,68, long 24,20)
Korkeasaari är en ö i Finland. Den ligger i sjön Pukala och i kommunen Orivesi i den ekonomiska regionen Tammerfors och landskapet Birkaland, i den södra delen av landet, 170 km norr om huvudstaden Helsingfors. Öns area är 1,3 hektar och dess största längd är 160 meter i sydväst-nordöstlig riktning.